# Rajka
Rajka (del alemán: Ragendorf) es un pueblo en el condado de Győr-Moson-Sopron, en el noroeste de Hungría. Pertenece al distrito de Mosonmagyaróvár, una de las ciudades más pobladas del condado. Asimismo, es una localidad fronteriza con Eslovaquia y se encuentra muy cerca de la capital de ese país, Bratislava. 
La ruta europea E65 y la E75 se internan en Eslovaquia tras pasar por Rajka. Los pasos fronterizos son conocidos como Rusovce y Čunovo, aunque desde el 21 de diciembre de 2007, fecha en que Hungría y Eslovaquia entraron a formar parte del espacio Schengen, no se realizan más controles. 